# Ateuchus perpusillus
Ateuchus perpusillus là một loài bọ cánh cứng trong họ Bọ hung (Scarabaeidae).